# Nik Novecento
Nik Novecento, pseudonimo di Leonardo Sottani (Bologna, 19 febbraio 1964 – Roma, 15 ottobre 1987), è stato un attore e personaggio televisivo italiano.

## Biografia
Raggiunse una certa notorietà sia per le interpretazioni cinematografiche sia grazie alle assidue partecipazioni al Maurizio Costanzo Show. Nella sua breve carriera, Novecento interpretò varie pellicole, per lo più sotto la guida del regista Pupi Avati, di cui fu uno degli attori prediletti.
Sotto la guida di Avati, Nik partecipò anche alla trasmissione televisiva di Rai 1 Hamburger Serenade assieme ad Alfiero Toppetti e Beatrice Macola. Lo spettacolo vinse il "Premio Totò per il miglior programma comico" del 1986. Dal 12 al 15 settembre 1986 partecipò con il regista Cesare Bastelli alla prima edizione del Funny Film Festival di Boario, dove era presentata la pellicola Una domenica sì.
Morì il 15 ottobre 1987 a 23 anni, per un improvviso malore causato da una grave malformazione cardiaca. Riposa nel cimitero di Pontecchio Marconi, frazione di Sasso Marconi. Nell'ottobre 2009 il Maurizio Costanzo Show dedicò alla memoria dell'attore ampia parte di una puntata, in cui intervennero il regista Pupi Avati insieme a Dalila Sottani, sorella dell'attore, e Carlo Delle Piane.

## Filmografia
- Una gita scolastica, regia di Pupi Avati (1983)
- Noi tre, regia di Pupi Avati (1984)
- Impiegati, regia di Pupi Avati (1984)
- Festa di laurea, regia di Pupi Avati (1985)
- Una domenica sì, regia di Cesare Bastelli (1986)
- Ultimo minuto, regia di Pupi Avati (1987)
- Strana la vita, regia di Giuseppe Bertolucci (1987)
- Sposi, regia di Pupi Avati (1987)

## Programmi televisivi
- Hamburger Serenade (1986)
- Jeans (1987)
- Maurizio Costanzo Show (1987)

## Libri
- Michele Sancisi, Nik Novecento, L'Epos editore, 2009.